# Mo 81 LLR
Le Mo 81 mm LLR est un mortier de calibre 81 mm français.

## Historique

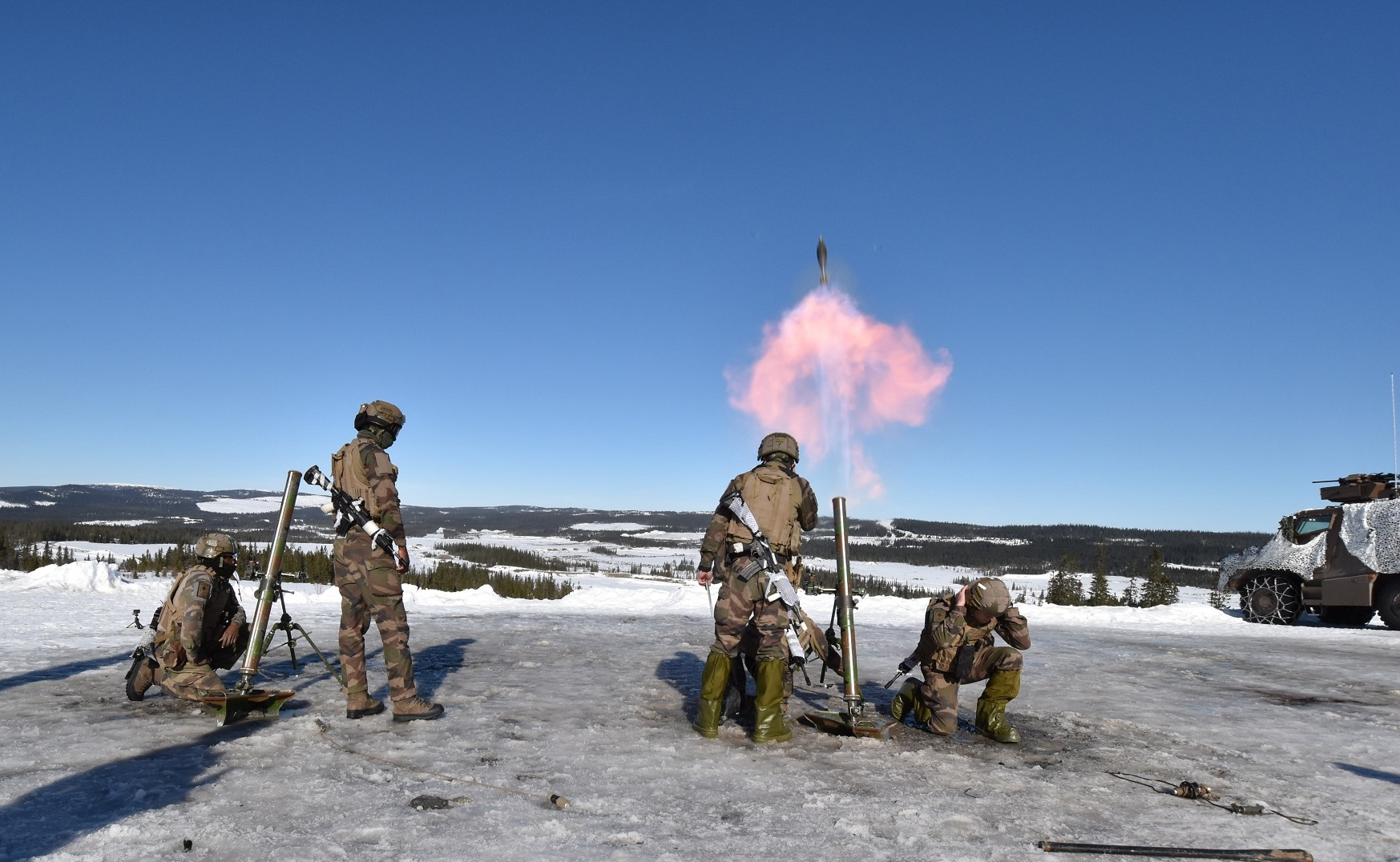
Tir de mortier du 1er régiment d'infanterie en 2022.

Il est produit, depuis 1997, par l'entreprise française TDA Armements. 
Sa désignation officielle dans l'armée française est « mortier de 81 mm léger long renforcé modèle F1 » (Mo 81 LLR F1). Il y équipe, à raison de deux pièces, le groupe mortier de la 4e section des compagnies de combat de l'infanterie. 
Il s'agit actuellement de la dernière des trois versions de la gamme de mortiers de 81 mm TDA, conçue à partir de 1961 :
- Le mortier 81 mm LC (Léger court), avec un tube de 1,15 m de long ;
- Le mortier 81 mm LL (Léger long), avec un tube de 1,55 m de long ;
- Le mortier 81 mm LLR (Léger long renforcé), version pour parachutistes, avec un tube de 1,55 m de long.

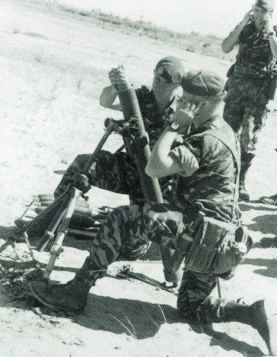
Mortier de 81 LC du 2e REP lors de la bataille de Kolwezi en 1978.

## Opérateurs
- France
- Irlande
- Tchad